# Beauprea asplenioides
Beauprea asplenioides är en tvåhjärtbladig växtart som beskrevs av Schlechter. Beauprea asplenioides ingår i släktet Beauprea och familjen Proteaceae. Inga underarter finns listade i Catalogue of Life.